# Gilberto Siqueira Lopes
Gilberto Geraldo Siqueira Lopes (Taquaritinga, 15 de março de 1927 - Lins, 3 de março de 2005) foi um advogado e político brasileiro, que serviu como prefeito do município de Lins, e deputado estadual de São Paulo, antes de ter seu mandato cassado pelo Regime Militar, em maio de 1970.

## Carreira política
Advogado de profissão, foi nomeado para o cargo de Procurador - Geral do município de Lins, durante às administrações dos prefeitos João dos Santos Meira (1952/1955) e Moisés Antônio Tobias (1956/1959).
Em 3 de outubro de 1955, foi eleito vereador pelo Partido Popular Progressista, de Adhemar de Barros, para o período 1956/59, e posteriormente, eleito prefeito.
Em 6 de outubro de 1962, Siqueira Lopes foi eleito deputado estadual pela aliança partidária PSD/PSP, com 6.968 votos, e empossado em 12 de março de 1963.
Durante seu período como deputado, fez parte de diversas comissões permanentes da Assembleia Legislativa de São Paulo. Em 1966, se filiou a ARENA, partido pelo qual foi reeleito deputado, no mesmo ano, com 9.801 votos.

## Perda do mandato
Após a publicação do Ato Institucional número 5, em 13 de dezembro de 1968, a Assembleia Legislativa de São Paulo foi fechada, voltando às suas atividades apenas em 1° de junho de 1970. Nesse período, 27 deputados - incluindo Siqueira Lopes - e um suplente, tiveram seus mandatos cassados, e seus direitos políticos suspensos por dez anos.

## Últimos anos e morte
Afastado da vida pública, continuou trabalhando como advogado, quando foi convidado pelo então prefeito de Araçatuba, Sidney Cinti, para ocupar o cargo de Procurador - Geral do município, exercendo - o entre 1985 à 1988. Gilberto Siqueira Lopes, foi fundador do Partido Municipalista Nacional, lançando a candidatura de Valdemar Sândoli Casadei. Foi nomeado pelo agora prefeito, Valdemar Casadei, para exercer mais uma vez o cargo de Procurador Geral do município.
Gilberto Siqueira Lopes faleceu em 3 de maio de 2005, vítima de um câncer

## Homenagens
Seu nome batiza o estádio do Clube Atlético Linense, que popularmente é conhecido por "Gilbertão".